# Митчелл, Джабари
Джабари Митчелл (англ. Jabari Mitchell; род. 1 мая 1997, Тринидад и Тобаго) — тринидадский футболист, полузащитник.

## Карьера

### Клубная
Свою взрослую карьеру начал в одном из сильнейших клубов страны «Дабл-Ю Коннекшн». В 2018 году полузащитник на некоторое время уезжал в Албанию, но закрепиться в составе команды «Кастриоти» ему не удалось. Не сыграв за неё ни одной игры, хавбек вернулся на родину, где продолжает свою футбольную карьеру.

### В сборной
Выступал за юношескую и молодёжную сборную Тринидада и Тобаго. В составе главной национальной команды страны Джабари Митчелл дебютировал 31 января 2021 года в товарищеском матче против США. Встреча завершилась разгромным поражением тринидадцев со счетом 0:7.

## Достижения
- Обладатель Кубка лиги Тринидада и Тобаго (1): 2019.